# Howard Wallace Pollock
Howard Wallace Pollock (ur. 11 kwietnia 1920 w Chicago, zm. 9 stycznia 2011) – amerykański polityk, członek Partii Republikańskiej. W latach 1967–1971 przez dwie kadencje Kongresu Stanów Zjednoczonych był przedstawicielem stanu Alaska w Izbie Reprezentantów Stanów Zjednoczonych.